# 1990 في ليبيريا
فيما يلي قوائم الأحداث التي وقعت خلال عام 1990 في ليبيريا.

## سياسة

### انتهاء فترة المنصب
- 9 سبتمبر – صمويل دو رئيس ليبيريا.

## مواليد

### يناير
- 19 يناير – ثيو لويس ويكس لاعب كرة قدم ليبيري.

### فبراير
- 22 فبراير – بادي جون لاعب كرة قدم هولندي.

### يونيو
- 5 يونيو – سيكو أوليسيه لاعب كرة قدم ليبيري.

### يوليو
- 19 يوليو – ناغبي دارلينغتون

### سبتمبر
- 12 سبتمبر – اريك براون لاعب كرة قدم ليبيري.

### نوفمبر
- 5 نوفمبر – ملفين بوبان جورج لاعب كرة قدم ليبيري.

## وفيات

### سبتمبر
- 9 سبتمبر – صمويل دو (مواليد 1951) عسكري ليبيري.